# Pentadesma
Pentadesma – rodzaj roślin okrytonasiennych z rodziny kluzjowatych. Przedstawiciele rodzaju występują w rejonie Zatoki Gwinejskiej.

Do rodzaju Pentadesma zaliczanych jest osiem gatunków:
- Pentadesma butyracea (Sabine Trans. Hort. Soc. London 5: 457 1824)
- Pentadesma grandifolia (Baker f. Cat. Pl. Oban 8 1913)
- Pentadesma kerstingii (Engl. ex Volkens Notizbl. Königl. Bot. Gart. Berlin, Append. 22: 108 1910)
- Pentadesma leucantha (A. Chev. Vég. Util. Afr. Trop. Franç. 5: 166 1909)
- Pentadesma nigritiana (Baker f. Cat. Pl. Oban 7 1913)
- Pentadesma ogoouensis (Baudon Ann. Inst. Bot.-Géol. Colon. Marseille 7: 5–56 1928)
- Pentadesma parviflora (Exell J. Bot. 65(Suppl. 1): 27)
- Pentadesma reyndersii (Spirl. Bull. Jard. Bot. État Bruxelles 29: 356. 1959)